# Дисульфид гадолиния
Дисульфид гадолиния — бинарное неорганическое соединение
гадолиния и серы
с формулой GdS2,
кристаллы.

## Получение
- Взаимодействие стехиометрических количеств простых веществ:

{\displaystyle {\mathsf {Gd+2S\ {\xrightarrow {T}}\ GdS_{2}}}}

## Физические свойства
Дисульфид гадолиния образует кристаллы нескольких модификаций:
- тетрагональная сингония, параметры ячейки a = 0,785 нм, c = 0,796 нм, Z = 8;
- тетрагональная сингония, пространственная группа P 42/n, параметры ячейки a = 0,7796 нм, c = 0,7961 нм, Z = 8, структура типа дисульфида европия EuS2, высокотемпературная модификация;
- кубическая сингония, параметры ячейки a = 0,7882 нм, Z = 8 [1][2].

Соединение образуется при температуре ≈1600°C.